# Valjevo (montagne)
Pour l’article homonyme, voir Valjevo.
Les monts de Valjevo (en serbe : Ваљевске планине et Valjevske planine) sont situés à l'ouest de la Serbie. Ils appartiennent à la zone nord-orientale des Alpes dinariques. Ils culminent au mont Povlen, qui s'élève à 1 347 m.
Outre le mont Povlen, les monts de Valjevo comprennent les sommets de Medvednik (1 247 m), Maljen (1 103 m), Ravna gora (950 m), Suvobor et Rajac (864 m).
La ville la plus importante du secteur est celle, éponyme, de Valjevo.